# Hidetoshi Nishijima (Schauspieler)

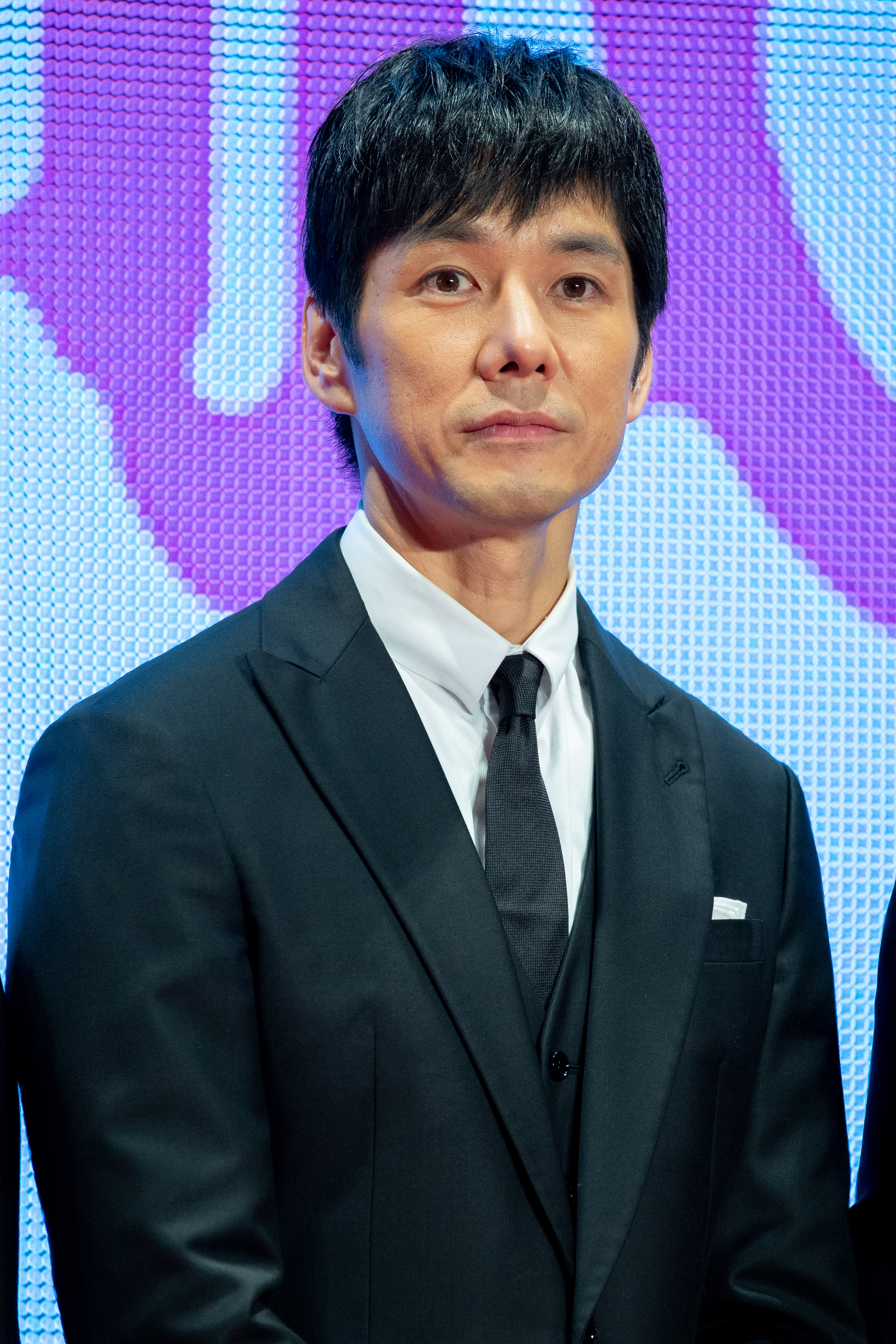
Hidetoshi Nishijima (2018)

Hidetoshi Nishijima (japanisch 西島 秀俊; * 29. März 1971 in Hachiōji, Tokio) ist ein japanischer Schauspieler und Model. Er gilt als einer der führenden Darsteller im japanischen Kino und Fernsehen und erlangte 2021 durch seine Hauptrolle im vielfach ausgezeichneten Drama Drive My Car internationale Bekanntheit.

## Leben und Karriere

### Anfänge als Schauspieler
Hidetoshi Nishijima kam 1971 in der Stadt Hachiōji in der Metropolregion Tokio zur Welt. Sein Vater arbeitete nach einem Studium der Elektrotechnik für Toshiba und weckte bereits früh eine Begeisterung für Filme in seinem Sohn. Nishijima selbst begann ein Studium der Ingenieurwissenschaften an der Staatlichen Universität Yokohama, brach dieses aber zugunsten der Schauspielerei ab. Weil er täglich bis 17 Uhr in einem lokalen Filmstudio verbrachte, waren die lernintensiven Hochschulkurse nicht mehr mit seiner Leidenschaft vereinbar. Seine Eltern versagten ihm daraufhin die Unterstützung, womit er fortan weitgehend auf sich allein gestellt war.
Nishijima begann seine Schauspielkarriere 1992 beim japanischen Fernsehen. Im folgenden Jahr erregte er mit seiner Rolle in der Manga-Adaption Asunaro Hakusho als adretter reicher Student, der seine Homosexualität geheim hält, erstmals landesweite Aufmerksamkeit. Die von Fuji TV ausgestrahlte Dramaserie erwies sich mit 31,9 Prozent Einschaltquote als eine der erfolgreichsten Fernsehproduktionen des Jahrzehnts. Aufgrund seiner Attraktivität wurde Nishijima anfangs vor allem als Idol vermarktet, versuchte aber bald sich von diesem Image zu emanzipieren. 1997 verließ er seine Agentur, drehte fünf Jahre lang nicht für das Fernsehen und arbeitete stattdessen mit aufstrebenden Filmregisseuren. So mimte er etwa in Kiyoshi Kurosawas Ningen gōkaku einen Mittelschüler, der zehn Jahre nach einem Autounfall aus dem Koma erwacht.

### Internationale Erfolge
In den folgenden Jahren spielte er in Filmen verschiedener Genres wie Dolls, Casshern und Loft und lieh einer der Hauptfiguren in Hayao Miyazakis Wie der Wind sich hebt die Stimme. Nebenbei modelte er als erster japanischer Schauspieler für Giorgio Armanis Made-to-Measure-Linie. 2021 mimte er in der NHK-Dramaserie Okaeri Mone (übersetzt: „Willkommen zu Hause, Monet“) einen Wetteransager mit Vorliebe für den Künstler Shōtarō Ishinomori. Im selben Jahr feierte das Kinodrama Drive My Car von Regisseur Ryūsuke Hamaguchi auf den Filmfestspielen von Cannes seine Weltpremiere. Der Film nach einer Kurzgeschichte von Haruki Murakami, in dem Nishijima einen vom Schicksal gebeutelten Theaterschauspieler und Regisseur verkörpert, wurde ein großer internationaler Erfolg und gewann unter anderem den Oscar als bester internationaler Film. Nishijima wurde mehrfach als bester Hauptdarsteller ausgezeichnet, so etwa durch die National Society of Film Critics und mit dem Japanese Academy Award.
2022 wurde er in die Academy of Motion Picture Arts and Sciences aufgenommen, die jährlich die Oscars vergibt. Im Juni 2024 verließ er nach über 20-jähriger Zusammenarbeit seine Agentur und ist seither als freiberuflicher Schauspieler tätig. Bei der auf Apple TV+ ausgestrahlten Science-Fiction-Mystery-Serie Sunny wirkte er an der Seite von Rashida Jones und Joanna Sotomura erstmals an einer US-Produktion mit.
Auf Deutsch wurde Hidetoshi Nishijima bisher von Till Endemann (Wie der Wind sich hebt), Benedikt Gutjan (Sunny), Julien Haggège (Casshern), Christian Stark (Dolls), Matthias von Stegmann (Tony Takitani) und Richard Westerhaus (Pengin Haiwei) synchronisiert.

### Privates
2014 heiratete Nishijima nach dreijähriger Beziehung seine 16 Jahre jüngere Freundin. Der erste gemeinsame Sohn kam im April 2016 zur Welt. Das zweite Kind, ebenfalls ein Junge, wurde im Oktober 2018 geboren.

## Filmografie (Auswahl)
| Film - 1994: Izakaya Yūrei (居酒屋ゆうれい) - 1998: Als Mensch zugelassen (ニンゲン合格) - 2002: Dolls - 2004: Casshern (Kyashān / キャシャーン) - 2004: Tony Takitani (Tonii Takitani / トニー滝谷, Stimme) - 2005: Kikyō (帰郷) - 2005: Sayonara Midori-chan (さよならみどりちゃん) - 2005: Ame Yori Setsunaku (雨よりせつなく) - 2005: Loft (LOFT ロフト) - 2008: Oka o koete (丘を越えて) - 2008: Kyûka (休暇) - 2008: Tounan kadobeya nikai no onna (東南角部屋二階の女) - 2011: Cut - 2013: Wie der Wind sich hebt (Kaze Tachinu / 風立ちぬ, Stimme) - 2018: Pengin Haiwei (ペンギン・ハイウェイ, Stimme) - 2018: Chiri tsubaki (散り椿) - 2019: Kūbo Ibuki (空母いぶき) - 2020: Voices in the Wind (風の電話) - 2021: Drive My Car (Doraibu Mai Kā / ドライブ・マイ・カ) | Fernsehen - 1992: Kita no kuni kara '92 sudachi (ラブストーリーを君に 「どんなときも。」, Fernsehfilm) - 1993: Asunaro Hakusho (あすなろ白書, 11 Episoden) - 1997: Môri Motonari (毛利元就, 10 Episoden) - 2003: Egao no housoku (笑顔の法則, 10 Episoden) - 2011: Boku to Star no 99 Nichi (僕とスターの99日, 10 Episoden) - 2013: Yae no Sakura (八重之櫻, 47 Episoden) - 2014: MOZU (15 Episoden) - 2015: Ryûsei Wagon (流星ワゴン, 10 Episoden) - 2015: Mutsû: Mieru Me (無痛~診える眼~, 10 Episoden) - 2019–2021: Kinō Nani Tabeta? (きのう何食べた, 12 Episoden) - 2021: Shefu wa meitantei (シェフは名探偵, 9 Episoden) - 2021: Okaeri Mone (おかえりモネ, 53 Episoden) - 2022: Unicorn ni Notte (ユニコーンに乗って, 10 Episoden) - 2022: Kamen Raidā Burakku San (仮面ライダ, 9 Episoden) - 2024: Sayonara Maestro: Chichi to Watashi no Appassionato (さよならマエストロ〜父と私のアパッシオナート〜, 10 Episoden) - 2024: Sunny (10 Episoden) |

## Auszeichnungen
Japanese Academy Award
- 2019: Nominierung in der Kategorie bester Nebendarsteller für Chiri tsubaki
- 2022: Auszeichnung in der Kategorie bester Hauptdarsteller für Drive My Car

Japan Film Professional Award
- 2000: Auszeichnung in der Kategorie bester Hauptdarsteller für Ningen gōkaku
- 2006: Auszeichnung in der Kategorie bester Hauptdarsteller für Kikyō, Sayonara Midori-chan und Ame Yori Setsunaku
- 2012: Auszeichnung in der Kategorie bester Hauptdarsteller für Cut

Yokohama Film Festival
- 2009: Auszeichnung in der Kategorie bester Nebendarsteller für Kyûka, Tounan kadobeya nikai no onna und Oka o koete

Asian Film Award
- 2023: Nominierung in der Kategorie bester Hauptdarsteller für Drive My Car

Boston Society of Film Critics
- 2021: Auszeichnung in der Kategorie bester Hauptdarsteller für Drive My Car

Chicago Film Critics Association
- 2021: Nominierung in der Kategorie bester Hauptdarsteller für Drive My Car

National Society of Film Critics
- 2021: Auszeichnung in der Kategorie bester Hauptdarsteller für Drive My Car